# Prix Goya du meilleur film d'animation
Le prix Goya du meilleur film d'animation (Goya a la mejor película de animación) est une récompense décernée depuis 1990 par l'Academia de las artes y las ciencias cinematográficas de España au cours de la cérémonie annuelle des Goyas.

## Palmarès

### Années 1990
- 1990 : Los cuatro músicos de Bremen de Cruz Delgado
- 1997 : El regreso del viento del norte de Maite Ruiz de Austri
- 1998 : Megasónicos de Javier González de la Fuente et José Martínez Montero
- 1999 : ¡Qué vecinos tan animales! de Maite Ruiz de Austri

### Années 2000
- 2000 : Goomer, José Luis Feito et Carlos Varela
- 2001 : La isla del cangrejo d'Ángel Muñoz et Txabi Basterretxea
- 2002 : La Forêt enchantée (El bosque animado) de Manolo Gómez et Ángel de la Cruz
- 2003 : La Colline du dragon d'Ángel Izquierdo
- 2004 : La Légende du Cid de José Pozo
- 2005 : Pinocchio le robot de Daniel Robichaud
- 2006 : El sueño de una noche de San Juan d'Ángel de la Cruz et Manolo Gómez
- 2007 : El Ratón Pérez de Juan Pablo Buscarini
- 2008 : Nocturna, la nuit magique de Víctor Maldonado et Adrià García
- 2009 : Félix et Cie de Manuel Sicilia et Raúl García

### Années 2010
- 2010 : Planète 51 de Georges Blanco
- 2011 : Chico et Rita de Fernando Trueba et Javier Mariscal
- 2012 : La Tête en l'air (Arrugas) d'Ignacio Ferreras
- 2013 : Tad l'explorateur : À la recherche de la cité perdue (Las aventuras de Tadeo Jones) de Enrique Gato
- 2014 : Metegol de Juan José Campanella
- 2015 : Mortadelo y Filemón contra Jimmy el Cachondo de Javier Fesser
- 2016 : Objectif Lune (Atrapa la bandera) de Enrique Gato
- 2017 : Psiconautas (Psiconautas, los niños olvidados) de Alberto Vázquez et Pedro Rivero
- 2018 : Tadeo Jones 2: El secreto del rey Midas d'Enrique Gato et David Alonso
- 2019 : Another Day of Life (Un Día más con Vida) de Raúl de la Fuente et Damian Nenow

### Années 2020
- 2020 : Buñuel après l'âge d'or (Buñuel en el laberinto de las tortugas)
- 2021 : La gallina Turuleca
- 2022 : Valentina
- 2023 : Unicorn Wars de Alberto Vázquez
- 2024 : Mon ami robot (Robot Dreams)
- 2025 : Papillons noirs (Mariposas negras)